# Technicolor
Technicolor je serija procesa pokretnih slika u boji, čija prva inačica potiče iz 1916. godine, a praćena je poboljšanim inačica tijekom nekoliko desetljeća.
Bio je to drugi veliki proces u boji, nakon britanskog Kinemacolora, i najkorišteniji je proces snimanja u boji u Hollywoodu u razdoblju od 1920-ih do sredine 1950-ih godine. Technicolor je postao poznat i proslavljen zbog svoje vrlo zasićene boje i u početku je najčešće uporabljen za snimanje mjuzikla poput Čarobnjaka iz Oza (1939.) i Dole argentinskim putem (1940.), kostimskih slika poput Pustolovina Robina Hooda (1938.) i Zameo ih vjetar (1939.), i animiranih filmova poput Snjeguljice i sedam patuljaka (1937.), Gulliverovih putovanja (1939.) i Fantazije (1940.). Kako je tehnologija sazrijevala, koristila se i za manje spektakularne drame i komedije. Povremeno i za
film noir, poput Prepustite je nebu (1945.) ili Nijagara (1953.).
"Technicolor" je zaštitni znak za niz postupaka slike u boji koje je izumela Technicolorska korporacija pokretnih slika (podružnica tvrtke Technicolor, Inc.), sada dio francuske tvrtke Technicolor SA.
"Tech" u imenu tvrtke je bilo inspirirano Tehnološkim institutom u Massachusettsu, gdje su Herbert Kalmus i Daniel Frost Comstock 1904. godine bili na postdiplomskim studijama i kasnije radili kao instruktori.

## Vanjske poveznice
- Službena stranica